# Оборотна вода
Оборотна вода, Обігова вода (рос. оборотная вода, англ. circulating water, нім. Rücklaufwasser n, Umlaufwasser n) — вода, багаторазово використовувана в технологічному процесі збагачення корисних копалин, при пиловловлюванні і охолоджуванні в теплообмінних апаратах на збагачувальних, аґломераційних ф-ках, а також при гідромеханізації гірничих робіт. О.в. отримують з технологічних стоків (всього підприємства або окр. технологічних операцій) шляхом їх прояснення і хім. очищення (кондиціонування). Для ефективного здійснення збагачувальних операцій суттєве значення має ступінь прояснення О.в., тобто залишковий вміст у ній твердих частинок. При збагаченні вугілля вважається оптимальним прояснення О.в. до 45-50 г/л твердого залишку.
Оборотна вода підрозділяється на оборотну шламову і оборотну технічну воду.
- Оборотною шламовою водою називається вода, яка частково засмічена шламом і повертається у оборотний цикл для повторного використання після неглибокого прояснення в згущувально-прояснювальних пристроях або без прояснення. Така вода використовується в операціях мокрого грохочення, гідротранспортування вугілля до місць його обробки, а також у суміші з чистою водою як середовище при збагаченні у відсаджувальних машинах. Вміст твердого в оборотній шламовій воді, як правило, не перевищує 20 кг/м3.

- Оборотною технічною водою називається вода, яка повертається в оборотний цикл фабрики для повторного використання після її глибокого прояс-нення в згущувачах застосуванням флокулянтів. Така вода використовується в суміші з оборотною шламовою або самостійно в операціях, де застосування оборотної шламової води недопустиме (наприклад, при промивці продуктів збагачення). Вміст твердого в оборотній технічній воді не перевищує 1 — 2 кг/м3.

Для нормального протікання технологічних процесів збагачення корисних копалин вміст твердого (шламу) в оборотній воді фабрики повинно бути не більше 50 кг/м3 при глинистих шламах і не більше 80 кг/м3 при малоглинистих шламах. Зі збільшенням вмісту твердого у воді в'язкість середовища зростає і підвищуються зольність концентратів і нижня межа збагачення.